# Unselbständige Literatur
Unter unselbständiger Literatur versteht man (im Gegensatz zur selbständigen Literatur bzw. den Monografien) gedruckte Publikationen wie Artikel und Aufsätze aus Zeitschriften und Sammelbänden (Festschriften, Kongressakten, thematische Aufsatzsammlungen usw.), die Teil eines übergeordneten Werkes sind. Sie werden auch als unselbständige Werke bezeichnet.
Die unselbständige Literatur wird traditionell von 
Bibliotheken nicht katalogisiert, sondern ist weitgehend nur über Bibliographien, die heutzutage oft als Datenbanken online angeboten werden, recherchierbar. Über einzeln katalogisierte Sonderdrucke (Separata) und verschiedene Erschließungsinitiativen insbesondere von Spezialbibliotheken ist aber trotzdem eine Fülle unselbständiger Literatur über den Karlsruher Virtuellen Katalog (KVK), das Nachweisinstrument primär für Monografien und Zeitschriften, ermittelbar. Beispielsweise katalogisieren im Südwestdeutschen Bibliotheksverbund die juristischen Bibliotheken des Bundesgerichtshofs, des Bundesverfassungsgerichts und des Juristischen Seminars der Eberhard Karls Universität Tübingen unselbständige Literatur.
Als Ergänzung zu den Regeln für die alphabetische Katalogisierung (RAK) existieren die Sonderregeln für unselbständig erschienene Werke (RAK-UW), die 1986 als Vorabdruck erschienen, aber nie verabschiedet wurden und immer noch als Entwurf gelten.
Mit dem Aufkommen der elektronischen Publikationen hat die Unterscheidung zwischen selbständiger und unselbständiger Literatur an Bedeutung verloren.